# Coreto

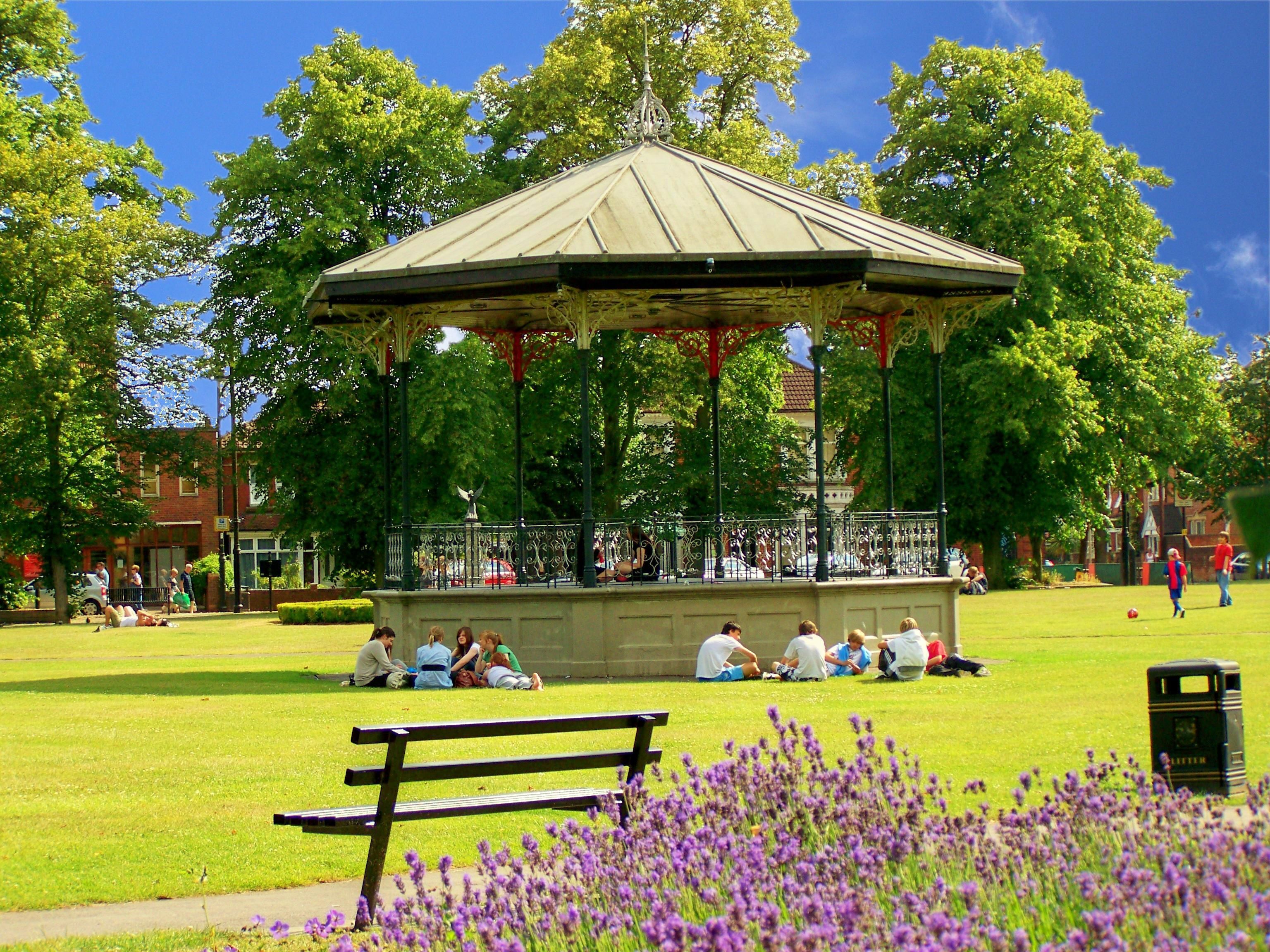
Um gazebo.

Coreto (ou gazebo) é uma cobertura, situada ao ar livre, em praças e jardins, para abrigar bandas musicais em concertos, festas e romarias. Em Portugal, é encontrado praticamente em todas as povoações no seu centro ou junto a igrejas ou capelas. Também é usado para apresentações políticas e culturais.

## Coretos
Dentre os coretos notórios, constam:
- Coreto da Chamusca
- Coreto da Vila de Pinhal Novo
- Coreto de Alegrete
- Coreto de Alhandra

## Galeria

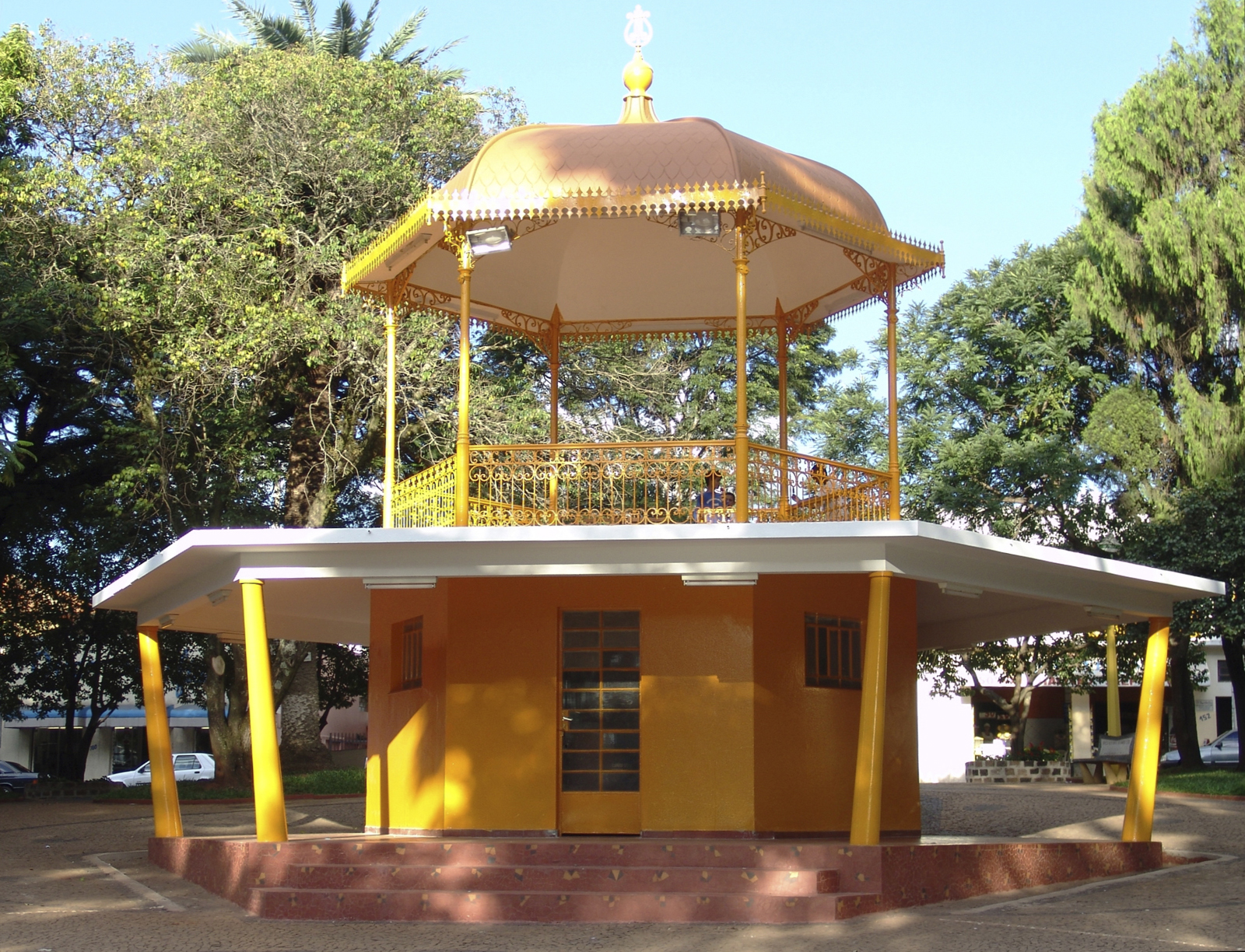
No interior paulista, Avaré
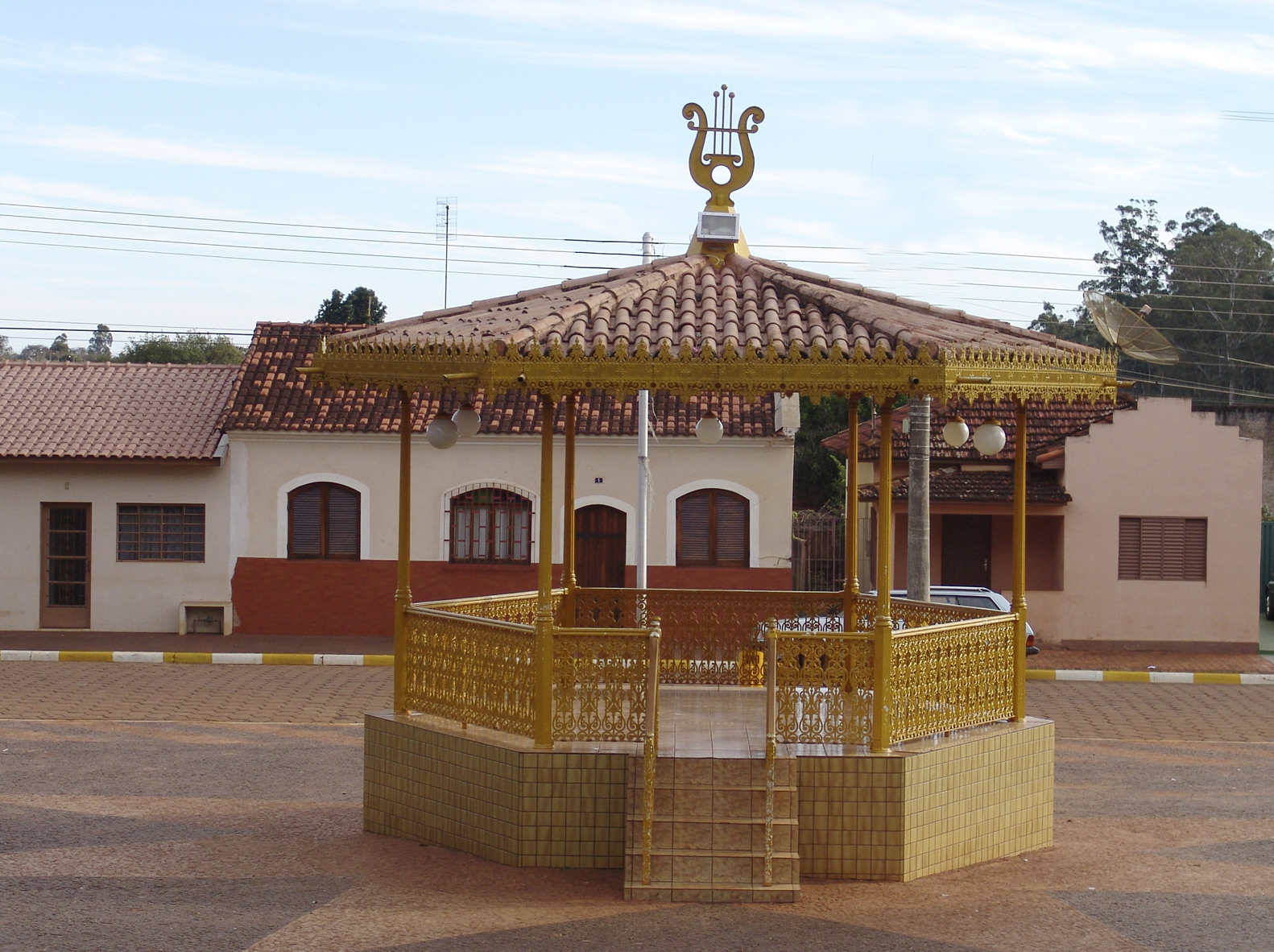
No interior paulista, Arandu
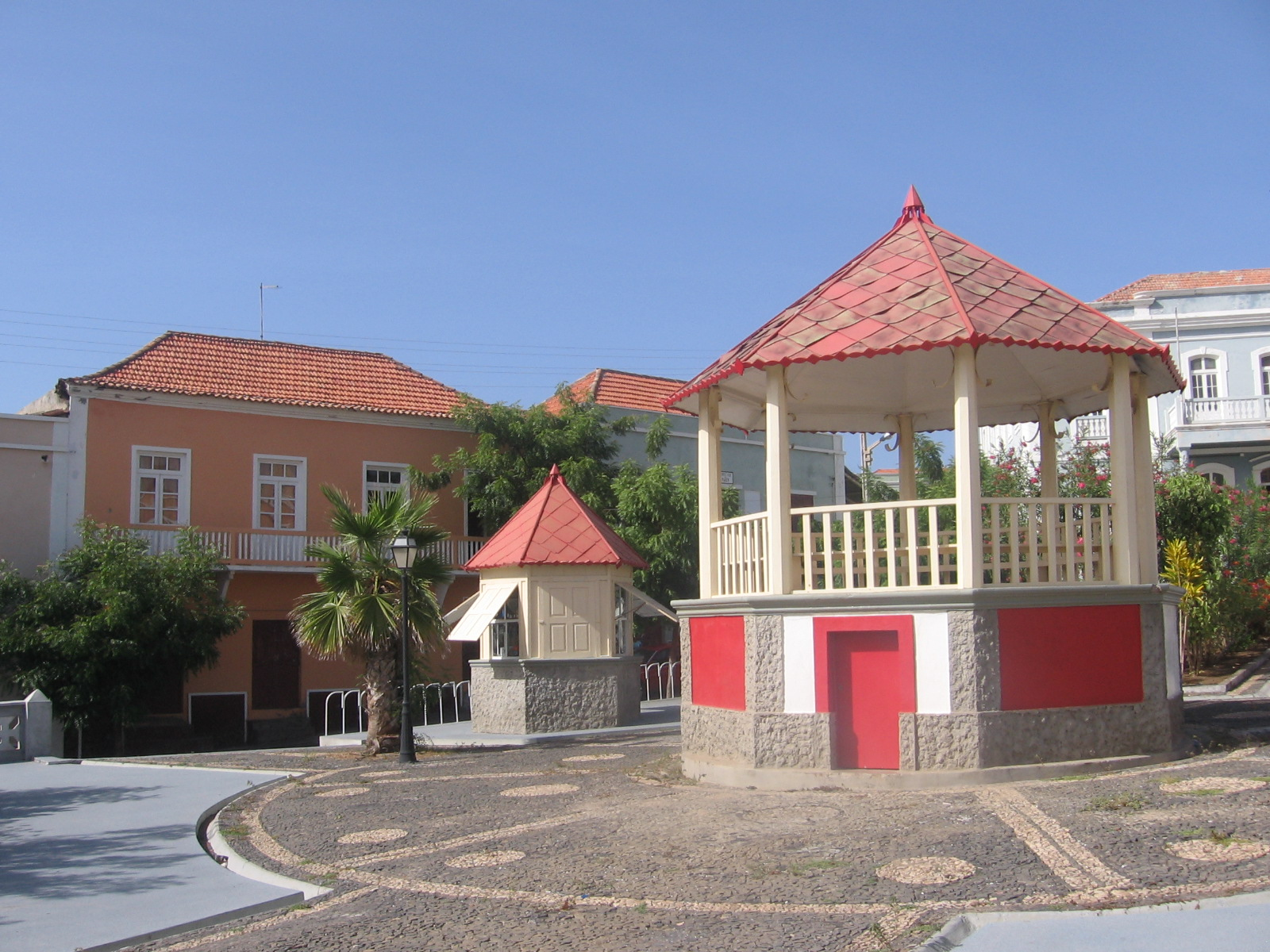
Coreto e quiosque em largo de São Filipe (Fogo)
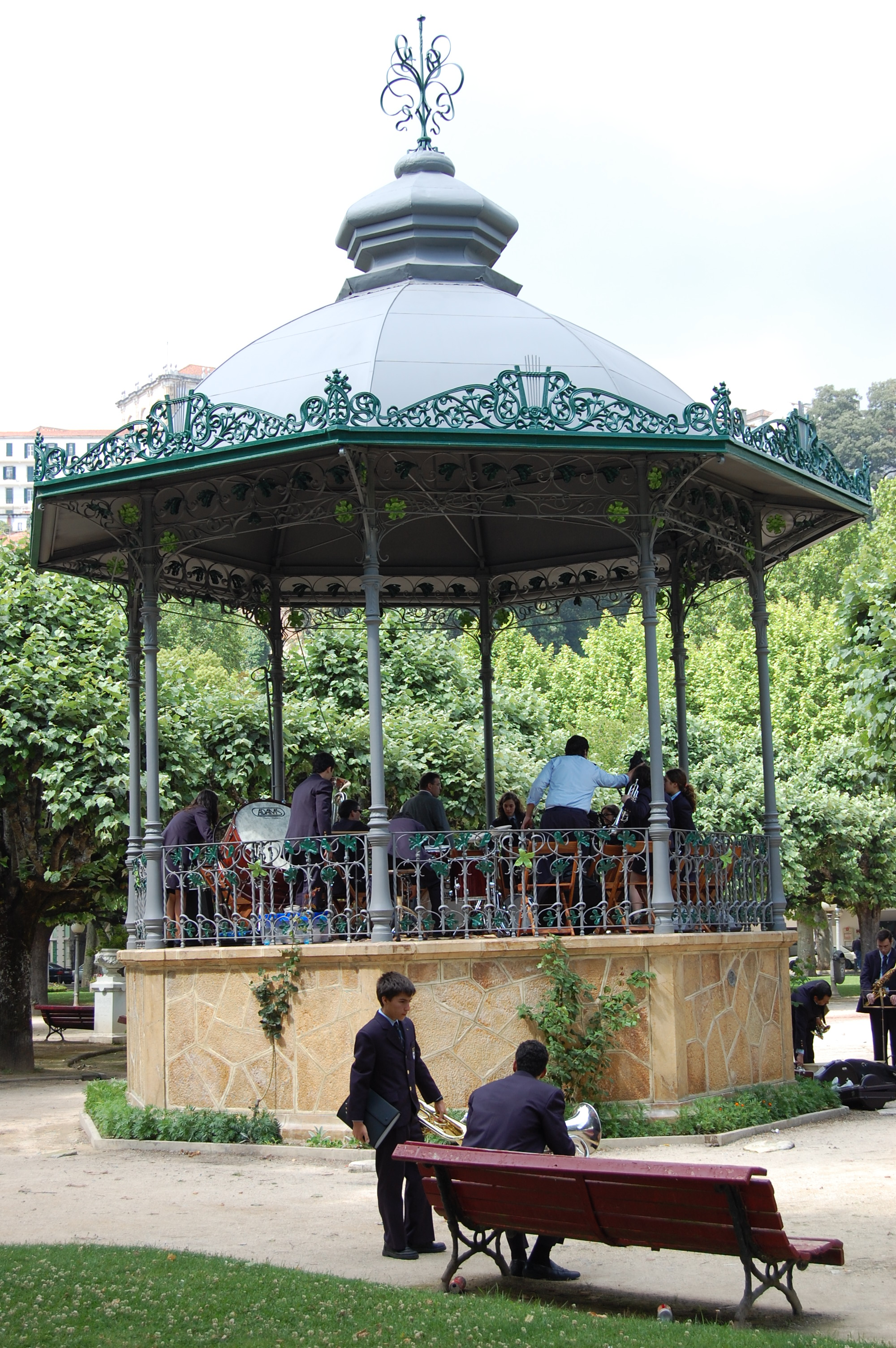
Em São Bartolomeu, Coimbra
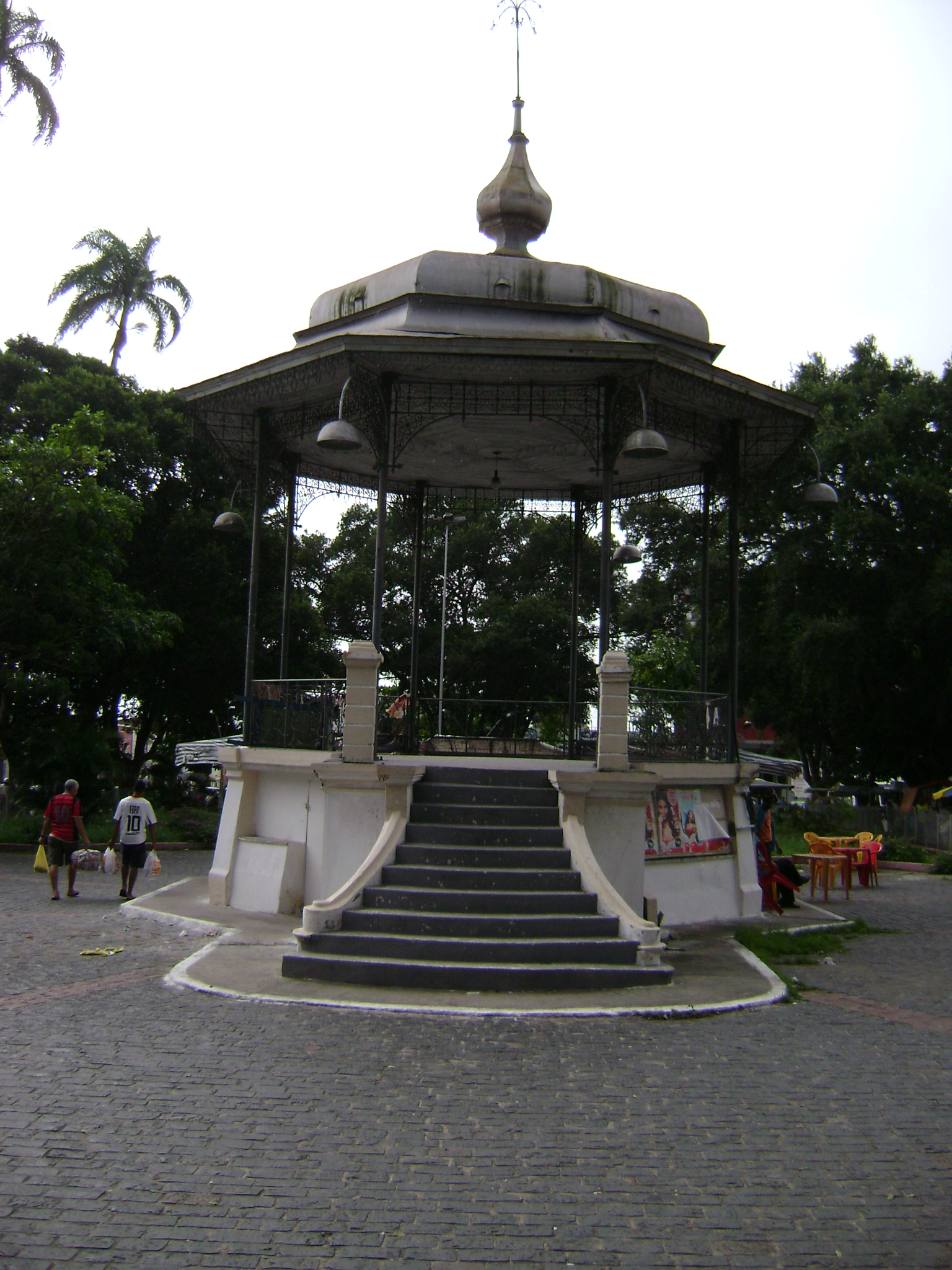
Em Feira de Santana
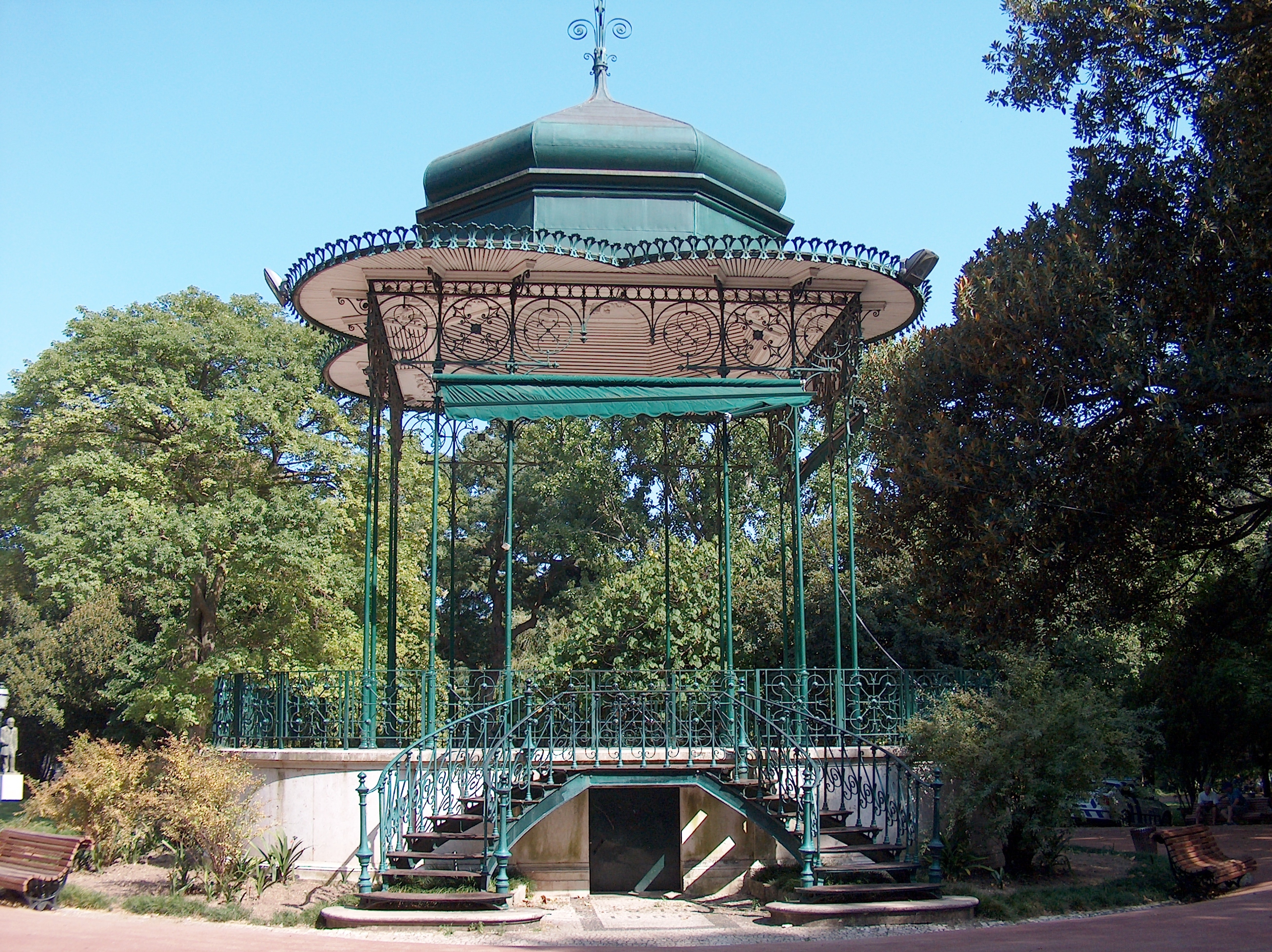
No Jardim da Estrela, Lisboa
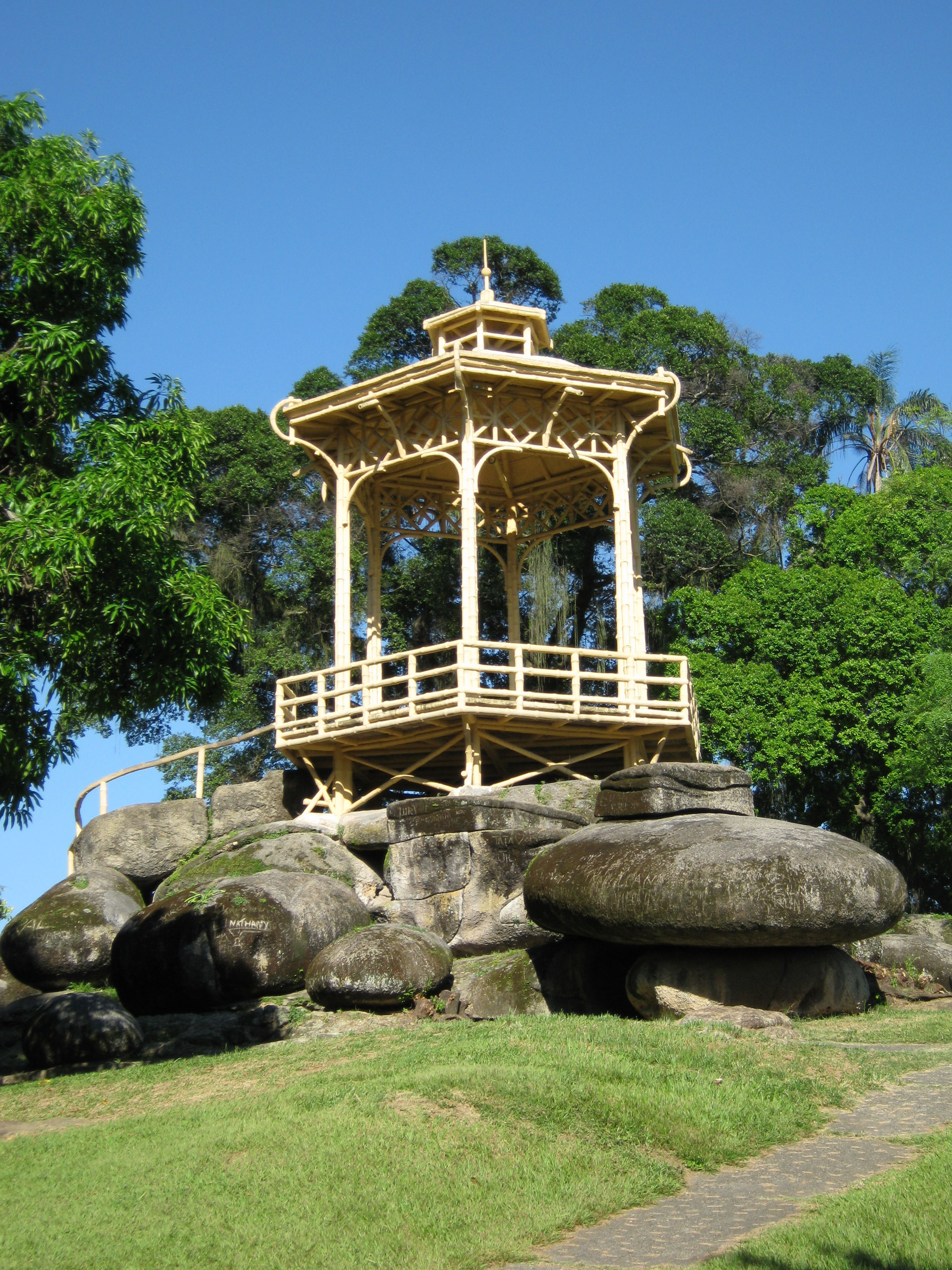
Na Quinta da Boa Vista, Rio de Janeiro